# Nyctiphrynus ocellatus
Nyctiphrynus ocellatus és una espècie d'ocell de la família dels caprimúlgids (Caprimulgidae) que habita la selva humida de l'est de l'Equador i zona limítrofa de Colòmbia, est del Perú, nord i est de Bolívia, oest, centre, est i sud-est del Brasil, el Paraguai i nord de l'Argentina.
En diverses llengües rep el nom de "enganyapastors ocel·lat" (Anglès: Ocellated Poorwill. Francès: Engoulevent ocellé).